# Općina Bohinj
Općina Bohinj (slo.:Občina Bohinj) je općina na sjeverozapadu Slovenije u pokrajini Gorenjskoj i statističkoj regiji Gorenjskoj. Središte općine je naselje Ribčev Laz sa 155 stanovnika. 

## Zemljopis
Općina Bohinj nalazi se na sjeverozapadu Slovenije. Općina se nalazi usred planinskog masiva Julijskih Alpa, čiji vrhovi po obodu zatvaraju prostor općine. U središnjem dijelu općine nalazi se Bohinjsko jezero, iz kojega ističe rijeka Sava Bohinjka i teče ka istoku. Područje jezera i rijeke je niže i pogodno za život i tu su smještena sva naselja općine.
U općini vlada oštrija, planinska varijanta umjereno kontinentalne klime. Glavna voda u općini je Bohinjsko jezero, najveće prirodno jezero u cijeloj Sloveniji. Iz njega izvire, Sava Bohinjka, koja je glavni vodotok u općini, svi ostali manji vodotoci su pritoci jezera ili rijeke.

## Naselja u općini
Bitnje, Bohinjska Bistrica, Bohinjska Češnjica, Brod, Goreljek, Gorjuše, Jereka, Kamnje, Koprivnik v Bohinju, Laški Rovt, Lepence, Log v Bohinju, Nemški Rovt, Nomenj, Podjelje, Polje, Ravne v Bohinju, Ribčev Laz, Savica, Srednja vas v Bohinju, Stara Fužina, Studor v Bohinju, Ukanc, Žlan

## Vanjske poveznice
- Službena stranica općine